# Anime International Company
Anime International Company Co., Ltd. (株式会社アニメ・インターナショナルカンパニー, Kabushiki gaisha Anime Intānashonaru Kanpanī), ou simplesmente AIC, é um estúdio de animação japonês com sede em Tóquio, fundado em 15 de Junho de 1982. Suas produções incluem séries mundialmente famosas como Tenchi Muyo, Bubblegum Crisis, El Hazard e Ah! My Goddess.
Além de produzir animes para o mercado interno japonês, a AIC também contribui em produções estrangeiras, como a americana Inspetor Bugiganga. A AIC possuía oito divisões chamadas "AIC Spirits", "AIC A.S.T.A.", "AIC PLUS+", "AIC Digital", "AIC Classic", "AIC Build", "AIC Frontier" e "AIC Takarazuka".
Em Junho de 2006 teve início uma parceria com a NTU, para o desenvolvimento do sistema CACANI, um software usado como ferramenta no processo de animação para gerar preenchimentos entre keyframes.
Em Março de 2011, a Aplix Corporation adquiriu todas as ações da AIC (à exceção das ações de tesouraria), tornando-se assim a sua subsidiária.
Em Fevereiro de 2013, produtores da AIC Spirits saíram da empresa e formaram o estúdio de animação Production IMS. Também em Maio desse mesmo ano, produtores da AIC Classic saíram e fundaram o estúdio Troyca.
No dia 20 de Janeiro de 2014, a Aplix transferiu todas as ações da AIC para Toru Miura por ¥8000 (1 yen por ação).
Em Novembro de 2015, Yasutaka Omura tornou-se CEO da AIC, e estabeleceu AIC Rights, que recebeu a transferência de alguns dos direitos autorais (copyrights) do trabalho da Anime International Company.

## Animes produzidos pela AIC
- Megazone 23 Part I (co-produzido com a Artmic.; 1985)
- Megazone 23 Part II (co-produzido com a Artmic.; 1986)
- Lemon Angel (1987–1988)
- Bubblegum Crisis (1987 - 1991)
  - Bubblegum Crash (1991)
- Hyper Combat Unit Dangaioh (1987)
- Megazone 23 Part III (1989)
- Ah! My Goddess (1993)
  - Ah! My Goddess: The Adventures of Mini-Goddess (1998)
- Tenchi Universe (1995)
  - Tenchi in Tokyo (1997)
  - Tenchi Muyo! GXP (2002)
- El Hazard: The Magnificent World (1995–1996)
  - El Hazard: The Wanderers (1995-1996)
  - El Hazard: The Alternative World (1998)
- Magical Project S (1996–1997)
- Battle Athletes Victory (1997–1998)
- Vampire Princess Miyu (1997–1998)
- Burn-Up Excess (1997–1998)
  - Burn-Up Scramble (2004)
- Record of Lodoss War: Chronicles of the Heroic Knight (1998)
- Nightwalker: The Midnight Detective (1998)
- Bubblegum Crisis Tokyo 2040 (1998–1999)
  - A.D. Police: Dead End City (1999)
- Dual! Parallel Trouble Adventure (1999)
- Black Heaven (1999)
- Blue Gender (1999–2000)
- Trouble Chocolate (1999–2000)
- Now and Then, Here and There (1999)
- Great Dangaioh (2001)
- Petite Princess Yucie (2002–2003)
- Godannar (co-produzido com a OLM, Inc.; 2003)
  - Godannar Second Season (2004)
- Battle Programmer Shirase (2003)
- To Heart ~Remember My Memories~ (2004)
- Magical Canan (2005)
- Ah! My Goddess (2005–2006)
  - Ah! My Goddess: Flights of Fancy (2006)
  - Ah! My Goddess: Fighting Wings (2007)
- Gun Sword (2005)
- SoltyRei (co-produzido com a Gonzo; 2005–2006)
- Sasami: Magical Girls Club (2006)
  - Sasami: Magical Girls Club Season 2 (2006–2007)
- Tokko (2006)
- Tokimeki Memorial Only Love (2006–2007)
- Pumpkin Scissors (co-produzido com a Gonzo; 2006–2007)
- Lovely Idol (2006)
- Tokyo Majin (2007)
- Tokyo Majin: 2nd Act (2007)
- Bamboo Blade (2007–2008)
- Goshūshō-sama Ninomiya-kun (2007–2008)
- Moegaku 5 (2008)
- S · A: Special A (co-produzido com a Gonzo; 2008)
- Astro Fighter Sunred (2008–2009)
- Ga-Rei Zero (2008–2009)
- Viper's Creed (2009)
- GA Geijutsuka Art Design Class (2009)
- Nyan Koi! (2009)
- Heaven's Lost Property (2009)
- Sasameki Koto (2009)
- Ōkami Kakushi (2010)
- Mayoi Neko Overrun! (2010)
- Amagami SS (2010)
- Shukufuku no Campanella (2010)
- Strike Witches 2 (2010; Anteriormente produzida pela Gonzo)
- Asobi ni iku yo! (2010)
- Sora no Otoshimono: Forte (2010)
- Ore no Imōto ga Konna ni Kawaii Wake ga Nai (2010)
- R-15 (2011)
- Wandering Son (2011)
- Persona 4 the Animation (2011)
- Boku wa Tomodachi ga Sukunai (2011)
- Maken-ki! (2011)
- Jinrui wa Suitaishimashita (2012)
- Amagami SS+ plus (2012)
- Acchi Kocchi (2012)
- Ebiten: Kōritsu Ebisugawa Kōkō Tenmonbu (2012)
- Love, Elections & Chocolate (2012)
- Maji de Otaku na English! Ribbon-chan: Eigo de Tatakau Mahō Shōjo (2012)
- Space Battleship Yamato 2199 (2012, juntamente com Xebec nos episodios de 1–10)
- Seitokai no Ichizon Lv.2 (2012)
- Boku wa Tomodachi ga Sukunai NEXT (2013)
- Kotoura-san (2013)
- Date A Live (2013)
- Gen'ei o Kakeru Taiyō (2013)
- Super Seisyun Brothers (2013)
- Pupipō! (2013)
- Ai Tenchi Muyo! (2014)